# Эррада, Хесус
Хесус Эррада Лопес (исп. Jesús Herrada Lopez; род. 26 июля 1990, Мота-дель-Куэрво, провинция Куэнка, автономное сообщество Кастилия-Ла-Манча, Испания) — испанский профессиональный шоссейный велогонщик, выступающий с 2018 года за команду Cofidis, Solutions Crédits. Двукратный Чемпион Испании в групповой гонке (2013, 2017). Младший брат испанского велогонщика Хосе Эррада.

## Выступления
2007
1-й  Чемпионат Испании среди юниоров в индивидуальной гонке
2008
1-й  Чемпионат Испании среди юниоров в индивидуальной гонке
2010
1-й  Чемпионат Испании среди молодёжи в индивидуальной гонке
6-й Чемпионат Европы среди молодёжи в индивидуальной гонке
8-й Чемпионат мира среди молодёжи в индивидуальной гонке
2011
3-й Чемпионате Испании в групповой гонке
5-й Вуэльта Мадрида
2012
1-й Этап 2а Вуэльта Астурии
2013
1-й  Чемпионат Испании в групповой гонке
2-й Тур Пуату — Шаранты
1-й  Спринтерская классификация
1-й  Молодёжная классификация
1-й Этап 5
5-й Prueba Villafranca de Ordizia
2014
1-й Этап 1 Рут-дю-Сюд
9-й Кольцо Сарты
9-й Тур Романдии
1-й  Молодёжная классификация
9-й Тур Пуату — Шаранты
1-й  Молодёжная классификация
1-й Этапе 5
2015
2-й Тур Лимузена
1-й Этап 3
Чемпионат Испании
3-й в групповой гонке
3-й в индивидуальной гонке
3-й Вуэльта Астурии
1-й  Очковая классификация
1-й Этап 2
4-й Европейские игры в групповой гонке
9-й Европейские игры в индивидуальной гонке
5-й Вуэльта Риохи
8-й Вуэльта Бургоса
2016
1-й Этап 2 Критериум Дофине
2-й Тур дю От-Вар
2-й Вуэльта Мадрида
8-й Вуэльта Валенсии
2017
Чемпионат Испании
1-й  в групповой гонке
3-й в индивидуальной гонке
9-й Тур Романдии
10-й Классика Примавера
2018
4-й Чемпионат Европы в групповой гонке
4-й Тур Омана
4-й Grand Prix d'Ouverture La Marseillaise
5-й Вуэльта Валенсии
6-й Grand Prix de Plumelec-Morbihan
8-й Boucles de l'Aulne
2019
1-й Trofeo Ses Salines

## Статистика выступлений

### Чемпионаты
| Соревнование      | Соревнование | 2009 | 2010 | 2011 | 2012 | 2013 | 2014 | 2015 | 2016 | 2017 | 2018 |
| Чемпионат мира    | RR           | —    | —    | —    | —    | —    | 79   | —    | —    | 106  | 61   |
| Чемпионат Европы  | RR           | —    | —    | —    | —    | —    | —    | 4    | —    | 82   | 4    |
| Чемпионат Европы  | ITT          | —    | —    | —    | —    | —    | —    | 9    | —    | —    | —    |
| Чемпионат Испании | RR           | —    | —    | 3    | 52   | 1    | 9    | 3    | 5    | 1    | 13   |
| Чемпионат Испании | ITT          | 5    | —    | —    | 6    | 7    | 4    | 3    | 4    | 3    | 6    |

### Гранд Туры
| Гонка   | 2014 | 2015 | 2016 | 2017 | 2018 |
| ------- | ---- | ---- | ---- | ---- | ---- |
| Джиро   | —    | 74   | —    | —    | —    |
| Тур     | 61   | —    | НФ   | 97   | 47   |
| Вуэльта | —    | —    | —    | —    | 21   |

| —  | Не участвовал  |
| НФ | Не финишировал |